# Balnot-la-Grange
 Balnot-la-Grange  là một xã ở tỉnh Aube, thuộc vùng Grand Est ở phía bắc miền trung nước Pháp.